# Натиональштрассе B1
Натиональштрассе B1 — трасса, проходящая от южной до северной границы Намибии. Выходит из Ошиканго, и кончается в Ноордоевере.
B1 является важнейшим звеном сети Натиональштрассе и системы дорожного сообщения Намибии. Натиональштрассе B1 является частью автострады Триполи-Виндхук. 

## Дорожные условия
Натиональштрассе B1 является двухсторонней асфальтированной дорогой, около Виндхука появляются четыре полосы. Во многих местах, в основном у Рехобота и Виндхука, проложены полосы обгона (так называемые Climbing Lanes; по-немецки Kletterspuren).

## Галерея

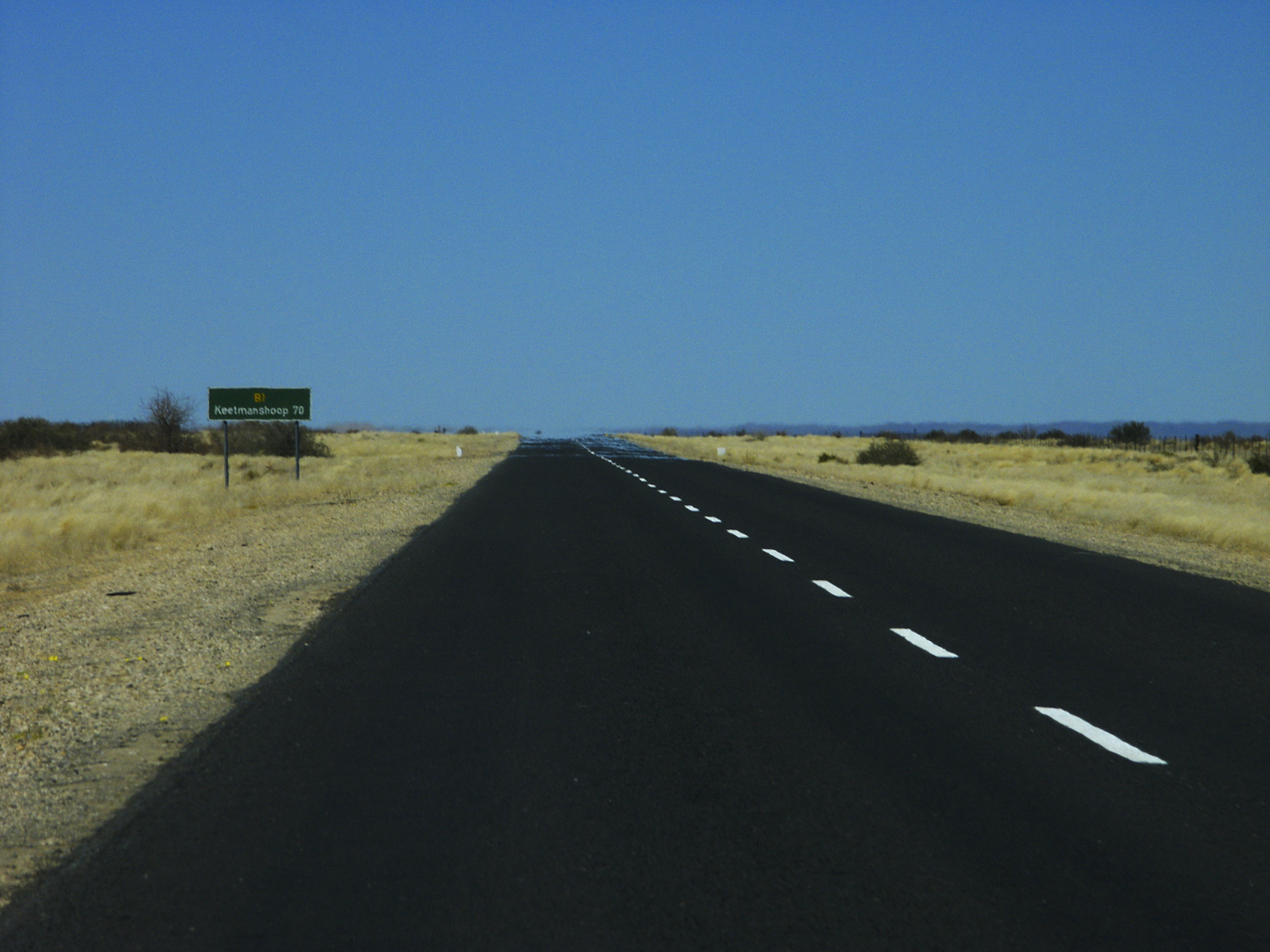
Отрезок B1, находящийся в 70 км от Китмансхупа
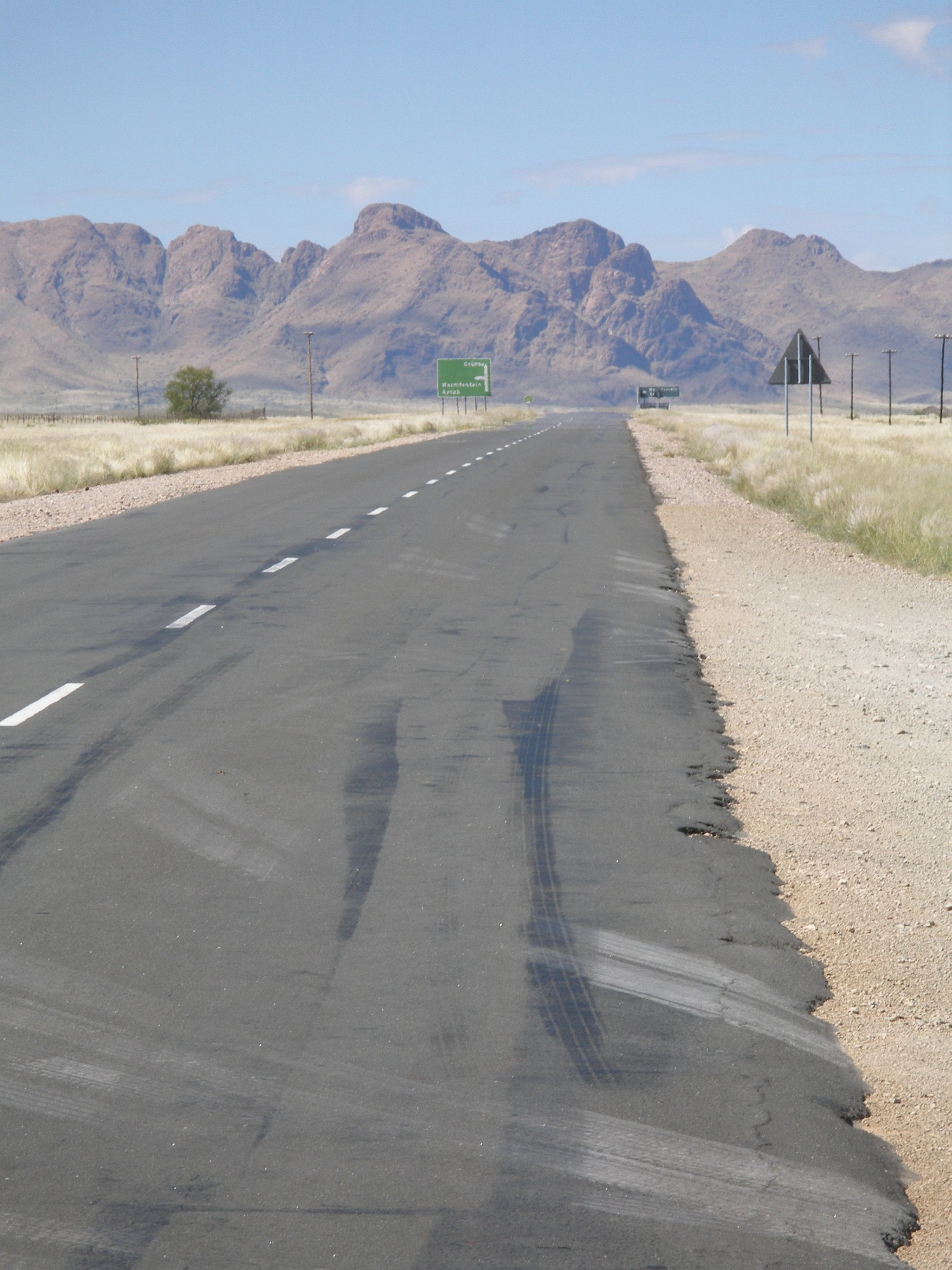
B1 недалеко от гор Карас и Нарубиса
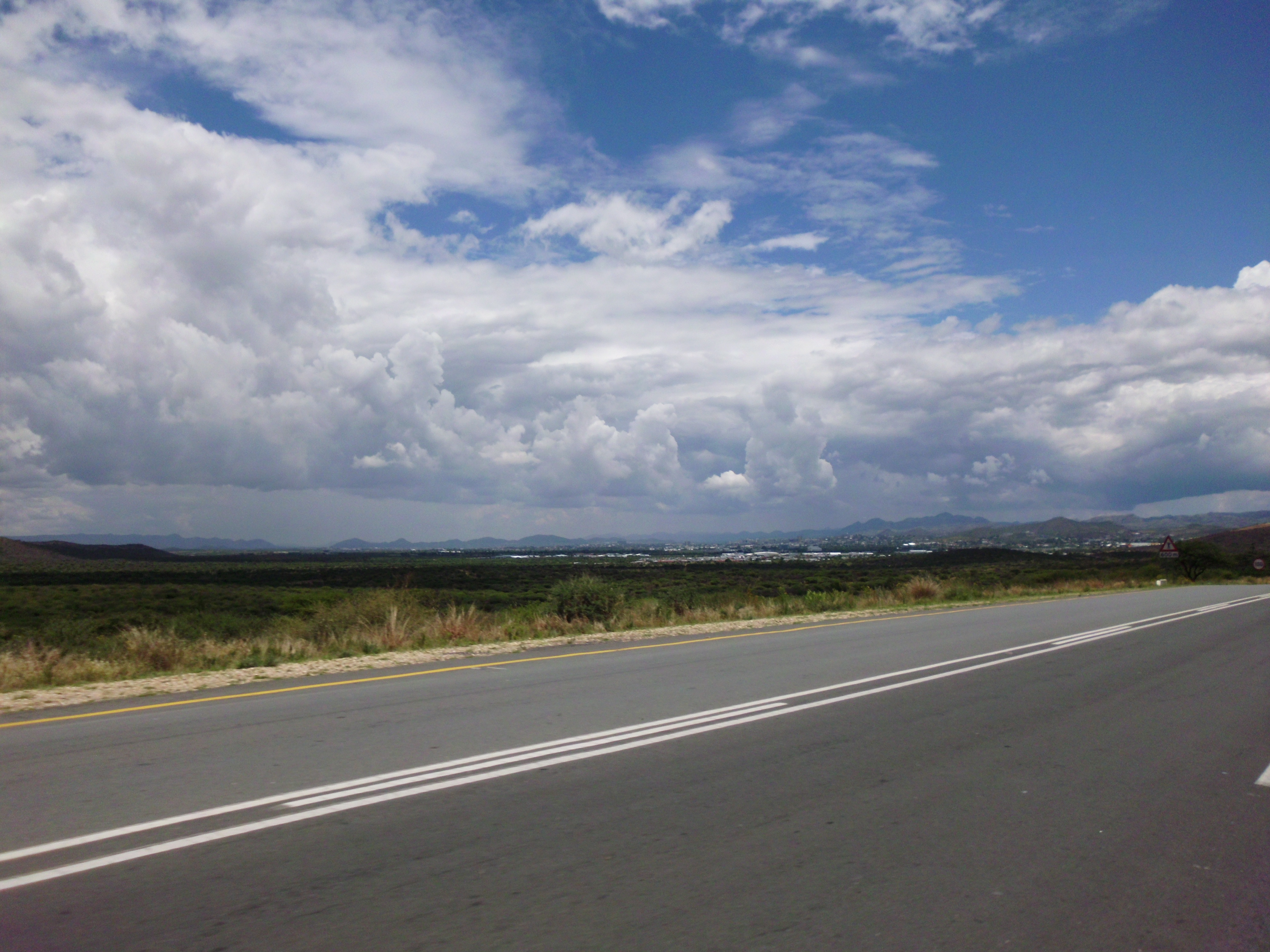
Отрезок B1 между Рехоботом и Виндхуком